# Torsten Dewi
Torsten Dewi (* 18. Oktober 1968 in Düsseldorf) ist ein deutscher Journalist und Autor von Romanen und TV-Drehbüchern im Bereich Science-Fiction- und Fantasy.

## Biografie
Dewi zog nach Abitur und Zivildienst nach München, um dort als Redakteur bei den Fernsehzeitschriften Gong und TV Serien Artikel, Kolumnen und Filmkritiken zu schreiben. 1995 bekam er eine Stelle bei ProSieben, danach bei Tandem Communications, wo er jeweils Stoffe für die TV-Drehbücher anderer Autoren als „Developer“ vorbereitete. Seit 2003 arbeitet er als freier Autor.
Torsten Dewi lebt in München. Er ist verheiratet und kinderlos.

### Künstlerisches Schaffen

#### Bücher
1996 verfasste Dewi den ersten Science-Fiction-TV-Guide, ein bis 1999 jährlich erscheinendes Sachbuch über Science-Fiction- und Fantasy-Fernsehserien. Darauf folgte mit Das Babylon 5-Universum ein Werk zur amerikanischen SF-Serie. In dieser Zeit begann er, Romane zu amerikanischen Fernsehserien ins Deutsche zu übersetzen, wie Babylon 5, Charmed (2000) und Relic Hunter (2002). 2004 verfasste er mit Wolfgang Hohlbein den Roman Ring der Nibelungen; dem Buch folgte 2007 die Fortsetzung Die Rache der Nibelungen.

#### Filme
2002 schreibt Torsten Dewi das Drehbuch zu Apokalypse Eis für RTL, und Sumuru – Planet der Frauen für RTL2. Die Filme wurden auf Low Budget-Level produziert und aus Kostengründen u. a. in Bulgarien gedreht. Der Actionfilm Vollgas!, den er zusammen mit Marc Hillefeld geschrieben hatte, wurde am 13. Oktober 2005 auf ProSieben ausgestrahlt. Danach schrieb Dewi die Drehbücher zu 63 Episoden der ProSieben-Telenovela Lotta in Love, welche aufgrund schlechter Einschaltquoten vorzeitig abgesetzt wurde. Für die ProSieben-Serie Die Märchenstunde schrieb Torsten Dewi das Drehbuch der Episode Drosselbart. Die Folge wurde im Herbst 2007 ausgestrahlt. Im Oktober 2008 strahlte ProSieben den auf einer Idee von Torsten Dewi basierenden, deutschen Science-Fiction-Abenteuerfilm Lost City Raiders aus.
Der Herbst 2008 für ZDF und ARTE gedrehte historische Zweiteiler Hope, für den er zusammen mit Katrin Tempel das Drehbuch verfasste, wurde im März 2010 ausgestrahlt. Das Echo der Kritik fiel gemischt aus: Während die B.Z. den Film als „packend und gut“ rezensierte und die Medien-Website Meedia die Sendung als „öffentlich-rechtliches Unterhaltungs-Fernsehen, wie man es sich wünscht“ bezeichnete, beschrieb die Berliner Morgenpost den Film als „schön anzusehen und informativ, aber leider auch statisch, didaktisch und leicht angestaubt“. Die Frankfurter Rundschau bemängelte die ermüdende „Perlenkettendramaturgie“ und Spiegel Online beschrieb das Drehbuch als „hölzern“ und „banalisierend“.

#### Zeitschriften
Von 2010 bis 2012 schreibt Dewi für die Landidee, danach seit 2013 für die Liebes Land und zusätzlich seit 2024 für die Medienholding Klambt.

## Plagiatsvorwurf
Im Februar 2010 erhob die Geschichtsprofessorin Marita Krauss schwere Vorwürfe gegen Torsten Dewi bezüglich des Drehbuchs zu "Dr. Hope". Sie sagte u. a. im Interview mit dem Münchner Merkur, das Autorenteam des Films habe große Teile einer ihrer Forschungsarbeiten ungeprüft inklusive Tippfehlern abgeschrieben.
Dewi widersprach den Vorwürfen und wies darauf hin, dass historische Fakten nicht urheberrechtlich schützbar sind. Zudem kritisierte er die einseitige und oberflächliche Berichterstattung der Medien. Letztlich wurden die Differenzen nach einer Zahlung der Produktionsfirma in Höhe von 15.000 Euro an Krauss per gerichtlichem Vergleich beigelegt.

## Werke

### Bibliografie (Auswahl)
- Das Babylon 5 Universum: der komplette Überblick 1. – 5. Staffel; inklusive anderer Raumstationen, Deep Space 9, Mondbasis Alpha 1 u. a. (1998, Heel, ISBN 3-89365-677-4)
- Charmed: Bd. 1. Hexenpower (2000, Egmont Vgs, ISBN 3-8025-2709-7)
- Dune: Der offizielle Story-Bildband zur TV-Verfilmung auf ProSieben = Der Wüstenplanet (2001, Heyne, ISBN 3-453-18704-0)
- Relic Hunter – Das Geheimnis der Ewigkeit: (2002, vgs, ISBN 3-8025-2870-0)
- Charmed: Bd. 16. Prues Vermächtnis u. a. (2002, mit Marc Hillefeld, Egmont Vgs, ISBN 3-8025-2948-0)
- Der Ring der Nibelungen (2004, mit Wolfgang Hohlbein, Heyne, ISBN 3-453-53026-8)
- Böse Nacht-Geschichten (2006, hrsg. Torsten Dewi, Heyne, ISBN 3-453-40484-X)
- Die Rache der Nibelungen (2007, mit Wolfgang Hohlbein, Heyne, ISBN 3-453-53268-6)
- Dr. Hope (2009, mit Katrin Tempel, Piper, ISBN 3-492-25488-8)

### Filmographie
- 2002: Sumuru – Planet der Frauen (TV-Film, Drehbuch)
- 2003: Apokalypse Eis (TV-Film, Drehbuch)
- 2005: Vollgas! (TV-Film, Drehbuch)
- 2006: Lotta in Love (TV-Serie, Drehbuch)
- 2007: Märchenstunden – Drosselbart (TV-Folge, Drehbuch)
- 2008: Lost City Raiders (TV-Film, Drehbuch)
- 2009: Dr. Hope (TV-Zweiteiler; Drehbuch)
- 2009: DOK Leipzig (TV-Kurzdoku, 5-Teile, Moderation)